# زبان میلواسی
زبان میلواسی یا لیکیایی ب یا لیکیایی ۲ زبانی باستانی از شاخهٔ زبان‌های آناتولی است که در میان مردمان میلواس رواج داشته‌است. این زبان در گذشته شاخه‌ای از زبان لیکیایی تصور می‌شد. 